# Петров, Анатолий Борисович
Анатолий Борисович Петров (15 июля 1923 — 26 июля 1982) — конструктор советских подводных лодок.

## Биография
По окончании школы в 1941 г. добровольцем ушел на фронт, до 1947 г. служил на флоте.
В 1947—1953 г. учился в Ленинградском кораблестроительном институте. Работал в СКБ-143 (позднее Санкт-Петербургское морское бюро машиностроения «Малахит») конструктором, ведущим конструктором, с 1958 г. начальником созданного им сектора перспективного планирования. Участник создания первой советской ядерной подводной лодки «Ленинский комсомол».
В 1959 году выступил с инициативой создания атомных подводных лодок проекта 705 с титановым корпусом, призванных стать своеобразными «подводными истребителями-перехватчиками», способными в предельно короткое время выйти в заданную точку океана для атаки подводного или надводного противника.

Мягкий по характеру, признающий лишь силу логики, А. Б. Петров мог непрерывно генерировать идеи и только намечать пути их воплощения. Анатолий Борисович был глубоко творческой натурой, в этом было всё его существо.

Необычайно скромный человек. Он оставил значительный след в подводном кораблестроении благодаря своим исключительным дарованиям по определению основных путей развития подводных лодок и проектным решениям, определявшим облик кораблей. Он рассыпа́л идеи и не оформлял авторство. Официально за ним числилось одно изобретение.

Анатолий Борисович Петров — отец писателя Григория Демидовцева.